# Позен-Западная Пруссия (административный округ)
Административный округ Позен-Западная Пруссия (нем. Regierungsbezirk Grenzmark Posen-Westpreußen) — административно-территориальная единица второго уровня в Пруссии, существовавшая в 1938—1945 годы. Округ был образован после ликвидации провинции Позен-Западная Пруссия и передачи её основной части в состав провинции Померания. Сегодня территория бывшего округа принадлежит Польше.

## Положение
Округ располагался на юго-востоке прусской провинции Померания и граничил на севере с округом Кёслин, на западе — с округом Штеттин, на юго-западе с округом Франкфурт прусской провинции Бранденбург, на востоке и юго-востоке — до 1939 года с Польшей, а после её оккупации войсками вермахта с рейхсгау Вартеланд и Данциг — Западная Пруссия. Административный центр округа располагался в городе Шнайдемюль.

## История

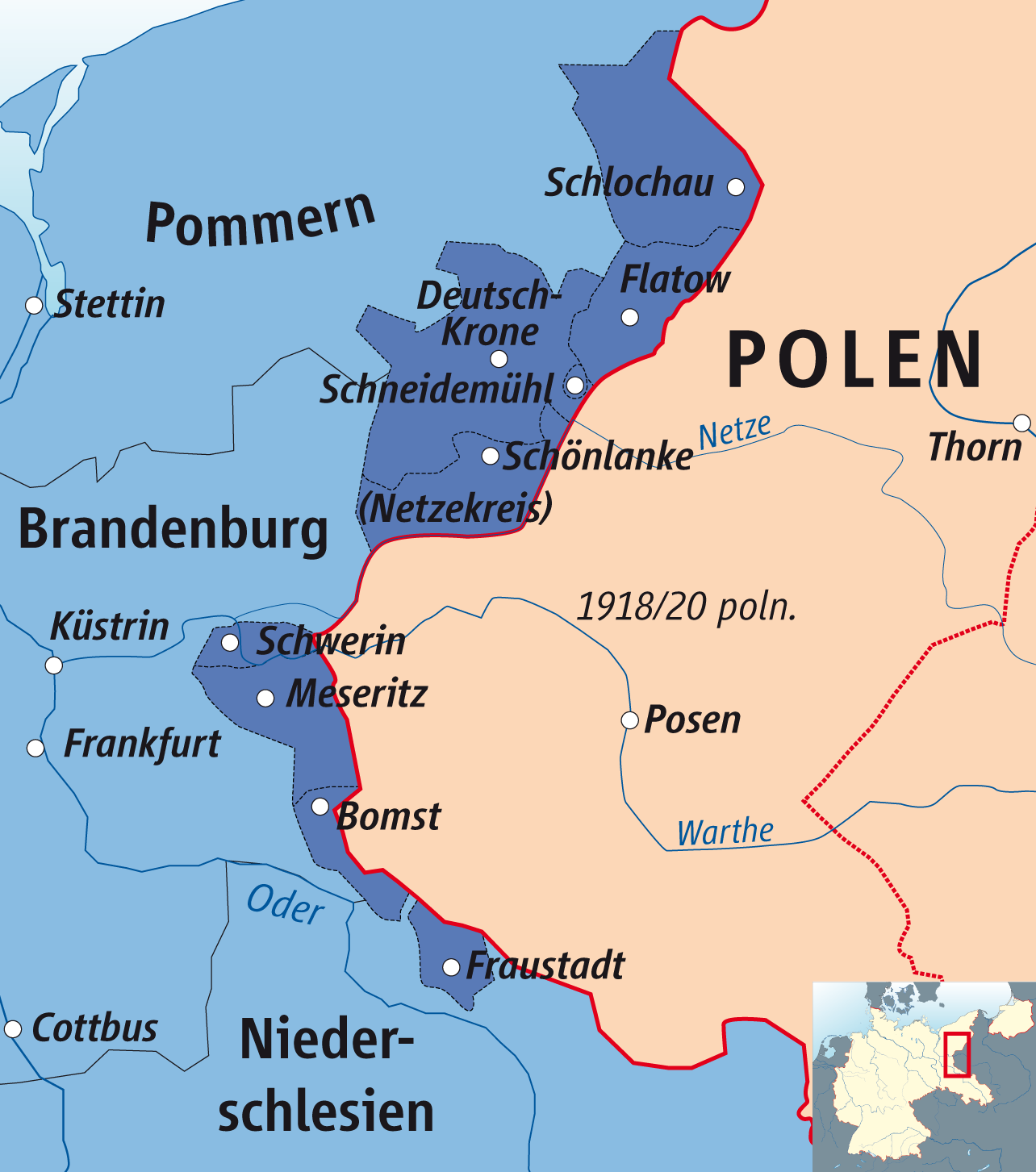
Провинция Позен — Западная Пруссия (1922—1938)

В марте 1938 года была ликвидирована провинция Позен-Западная Пруссия, созданная в 1922 году после упразднения провинций Позен и Западная Пруссия в результате передачи их основной территории в пользу Польши по условиям Версальского договора. Территория ликвидированной провинции, состоявшая из трёх не связанных между собою частей, была поделена между соседними провинциями Померанией, Бранденбургом и Силезией. Одновременно в Померанию были переведены и два приграничных района Бранденбурга. Тем самым, Померания получила наибольшее территориальное приращение, в результате чего здесь был образован новый административный округ, получивший название округ Позен — Западная Пруссия в память о бывшей провинции. Административным центром округа также стала бывшая столица упразднённой провинции — город Шнайдемюль.
После оккупации Польши войсками вермахта и образовании рейхсгау Данциг — Западная Пруссия и Позен (в 1940 году — переименовано в Вартеланд) округ Позен-Западная Пруссия не был передан в состав новых рейхсгау (в отличае, например, от округа Западная Пруссия, который в 1939 году из провинции Восточная Пруссия был передан в рейхсгау Данциг — Западная Пруссия), а вплоть до 1945 года оставался частью провинции Померания.
После войны территория округа Позен-Западная Пруссия целиком оказалась под контролем Польши, став частью Познанского воеводства. Сегодня после многочисленных административных реформ в Польше эта территория входит в состав Великопольского, Западно-Поморского и Любуского воеводств.

## Административное деление

Округа и районы провинции Померания в начале 1939 года

Районы округа Позен-Западная Пруссия с указанием их районных центров:
- Городские районы
  - городской район Шнайдемюль (до 1938: провинция Позен-Западная Пруссия)
- Сельские районы
  - район Дойч-Кроне (до 1938: провинция Позен-Западная Пруссия), адм. центр — Дойч-Кроне
  - район Флатов (до 1938: провинция Позен-Западная Пруссия), адм. центр — Флатов
  - Нетцкий район (до 1938: провинция Позен-Западная Пруссия), адм. центр — Шёнланке
  - район Шлохау (до 1938: провинция Позен-Западная Пруссия), адм. центр — Шлохау
  - район Арнсвальде (до 1938: округ Франкфурт, провинция Бранденбург), адм. центр — Арнсвальде
  - район Фридерберг (до 1938: округ Франкфурт, провинция Бранденбург), адм. центр — Фридерберг
  - район Драмбург (до 1938: округ Кёслин, провинция Померания), адм. центр — Драмбург
  - район Нойштеттин (до 1938: округ Кёслин, провинция Померания), адм. центр — Нойштеттин

## Население
Территория население округа по состоянию на 17 мая 1939 года в границах на 1 января 1941 года:
| Административный округ       | Площадь, км² | Население, чел. | Количество районов | Количество районов |
| Административный округ       | Площадь, км² | Население, чел. | сельских           | городских          |
| ---------------------------- | ------------ | --------------- | ------------------ | ------------------ |
| Округ Позен-Западная Пруссия | 11.456,31    | 479.272         | 8                  | 1                  |